# Jérémy Serwy
Jérémy Serwy, né à Liège le 4 juin 1991, est un joueur de football belge. Il joue en tant que milieu de terrain.  Il joue actuellement pour le RSC Habay-la-Neuve en Division 2 amateur.

## Carrière
Jérémy Serwy commence le football au centre de formation du Standard de Liège en 1997. Après sept ans, il est viré du club par Christophe Dessy à la suite d'« une bêtise à l'école » et rejoint le Sporting de Charleroi où il termine sa formation. Au début de la saison 2009-2010, il est intégré au noyau de l'équipe première. Il dispute son premier match le 18 avril 2010 au Germinal Beerschot. Monté au jeu à 25 minutes de la fin du match, il inscrit un but quelques minutes plus tard.
La saison suivante, il fait toujours partie de l'équipe première mais est rarement titulaire. Il commence sept rencontres et monte en cours de jeu lors de 18 autres, inscrivant deux buts. En fin de saison, le club de Charleroi est relégué en Division 2. Plusieurs clubs sont intéressés par Jérémy Serwy mais le président Abbas Bayat refuse de le laisser quitter le club. Finalement, Zulte Waregem parvient à faire changer d'avis le président carolo et Serwy peut rejoindre le club flandrien.
Jérémy Serwy fait ses débuts avec son nouveau club le 11 septembre 2011 et fête sa première titularisation en Coupe de Belgique dix jours plus tard en inscrivant son premier but pour ses nouvelles couleurs. Il est régulièrement titularisé durant la saison et inscrit trois buts supplémentaires. Une blessure à la hanche le tient ensuite écarté des terrains durant plusieurs mois et le fait rater la préparation de la saison suivante. Il retrouve la compétition le 1er décembre 2012 pour la réception du Beerschot. N'entrant pas dans les plans de l'entraîneur Francky Dury, le club décide de le prêter en Division 2. D'abord annoncé au KV Ostende, le prêt n'est pas finalisé. Finalement, lors du dernier jour du mercato hivernal il est prêté jusqu'en fin de saison au White Star Woluwe. Malgré quelques bonnes prestations, il ne convainc pas ses dirigeants de le conserver. Il part alors pour l'étranger et rejoint l'équipe réserve du Borussia Dortmund, qui évolue en troisième division allemande.

## Statistiques
| Saison                | Club                  | Championnat           | Championnat | Championnat | Coupe(s) nationale(s) | Coupe(s) nationale(s) | Total | Total |
| Saison                | Club                  | Division              | M.          | B.          | M.                    | B.                    | M.    | B.    |
| 2009-2010             | R. Charleroi SC       | Jupiler Pro League    | 2           | 1           | 0                     | 0                     | 2     | 1     |
| 2010-2011             | R. Charleroi SC       | Jupiler Pro League    | 26          | 2           | 1                     | 0                     | 27    | 2     |
| 2011-2012             | R. Charleroi SC       | Division 2            | 2           | 0           | 0                     | 0                     | 2     | 0     |
| Sous-total            | Sous-total            | Sous-total            | 30          | 3           | 1                     | 0                     | 31    | 3     |
| 2011-2012             | SV Zulte Waregem      | Jupiler Pro League    | 22          | 3           | 2                     | 1                     | 24    | 4     |
| 2012-2013             | SV Zulte Waregem      | Jupiler Pro League    | 1           | 0           | 0                     | 0                     | 1     | 0     |
| Sous-total            | Sous-total            | Sous-total            | 23          | 3           | 2                     | 1                     | 25    | 4     |
| 2012-2013             | White Star Woluwe     | Belgacom League       | 14          | 1           | 0                     | 0                     | 14    | 1     |
| Sous-total            | Sous-total            | Sous-total            | 14          | 1           | 0                     | 0                     | 14    | 1     |
| 2013-2014             | Borussia Dortmund II  | 3. Liga               | 7           | 0           | 0                     | 0                     | 7     | 0     |
| Sous-total            | Sous-total            | Sous-total            | 7           | 0           | 0                     | 0                     | 7     | 0     |
| Total sur la carrière | Total sur la carrière | Total sur la carrière | 74          | 7           | 3                     | 1                     | 77    | 8     |